# 10e régiment d'infanterie (France)
Pour les articles homonymes, voir 10e régiment.
Le 10e régiment d'infanterie (10e RI) est un régiment d'infanterie de l'Armée de terre française créé sous la Révolution à partir du régiment de Neustrie, un régiment français d'Ancien Régime.

## Création et différentes dénominations
- 1616 : création à partir des bandes de Normandie sous le nom de régiment de Normandie par le maréchal de France Concini, marquis d'Ancre et favori de la reine Marie de Médicis.
- 1776 : création à partir des 1er et 3e bataillons du régiment de Normandie sous le nom de régiment de Neustrie.
- 1791 : renommé 10e régiment d'infanterie de ligne (ci-devant Normandie).
- 1794 : amalgamé, il prend le nom de 10e demi-brigade de première formation
- 1796 : reformé en tant que 10e demi-brigade de deuxième formation
- 24 septembre 1803 : renommé 10e régiment d’infanterie de ligne
- 1814 : pendant la Première Restauration, à Perpignan, il est renommé régiment Colonel Général.
- 1815 : pendant les Cent-Jours, il reprend son nom 10e régiment d'infanterie de ligne
- 16 juillet 1815 : Comme l'ensemble de l'armée napoléonienne, il est licencié à la Seconde Restauration.
- 11 août 1815 : création de la 18e légion de la Corrèze et de la 46e légion de la Lozère. Incomplètes, ces 2 Légions départementales, fusionnent sous le nom de 10e légion de la Corrèze et de la Lozère.
- 23 octobre 1820 : la 10e légion de la Corrèze et de la Lozère est amalgamée et renommée 10e régiment d’infanterie de ligne.
- 1914 : à la mobilisation, il donne naissance au 210e régiment d’infanterie
- 1920 : dissolution

## Chefs de corps

### Ancien Régime
- 1777 : le comte de Guibert (également théoricien de la guerre)

### Révolution et Empire

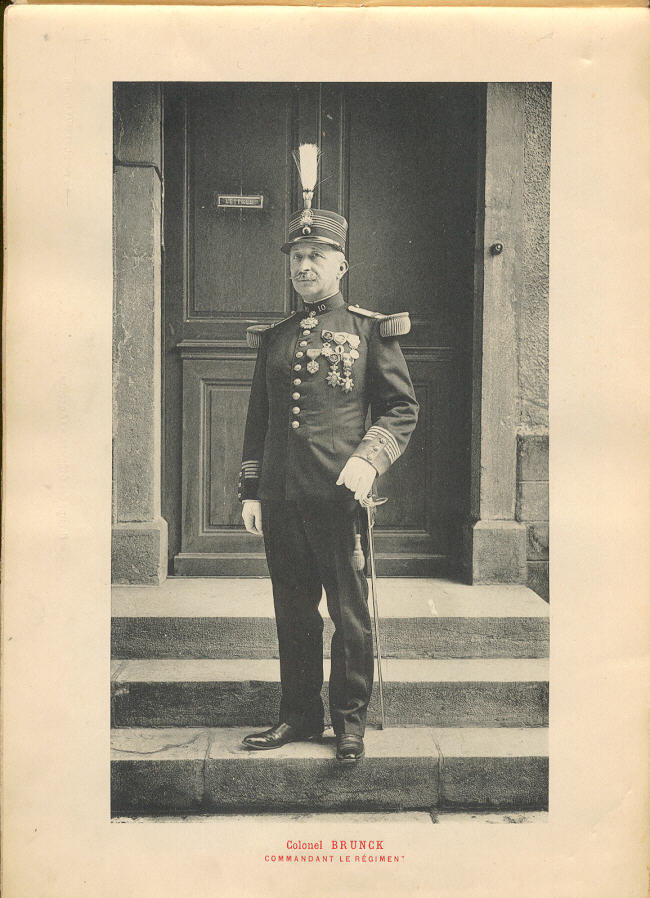
Photo du colonel Brunck en 1913

- 1791 : colonel Amable Louis Charles de Martinet
- 1792 : colonel Madeleine Charles Eleazar De Maynard
- 1794 : chef de brigade Almain (?)
- 1796 : chef de brigade Jean-Baptiste Rivet (*)
- 1796 : chef de brigade François Joseph d'Offenstein (*)
- 1802 : colonel Jean Antoine Soulier (*)
- 1811 : colonel Pierre Louis Dominique Réal
- 1813 : colonel Raymond Martin Dubalen
- 10 avril 1814 : colonel Dubalen (tué au combat)
- 1814 : colonel Louis Alexandre Marie Valon du Boucheron d’Ambrugeac (**)
- 1815 : colonel Philippe Higonet
- 1815 : colonel Jean Pierre François Dieudonné Roussel
- 1843-1848 : colonel Jules Chesnon de Champmorin
- 10 juillet 1848 : colonel Pierre David Charles Bouchez
- 27 février 1869 - 15 août 1870 : colonel Ardant du Picq
- 1882 : lieutenant-colonel Eugène Chauffeur
- 1913 au 14 janvier 1915 : colonel Brunck

- 15 janvier 1915 au 14 août 1915 : colonel Le Maistre
- 27 août 1915 au 19 avril 1916 : colonel Franchez
- 1918 : colonel Honoré Collignon

 (*) Officiers devenus par la suite généraux de brigade 
Officiers tués et blessés durant leur service au 10e RI (1804-1815) :
- Officiers tués : 19
- Officiers mort des suites de leurs blessures : 15
- Officiers blessés : 108

## Historique des garnisons, combats et batailles

### Guerres de la Révolution et de l'Empire

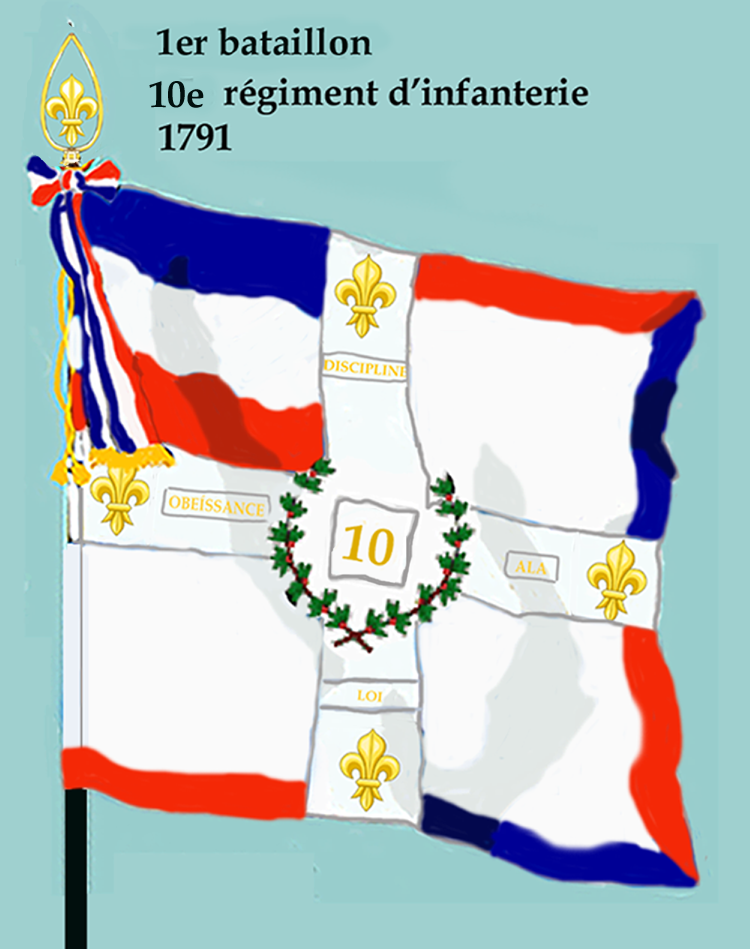
Drapeau du 1er bataillon du 10e régiment d'infanterie de ligne de 1791 à 1793
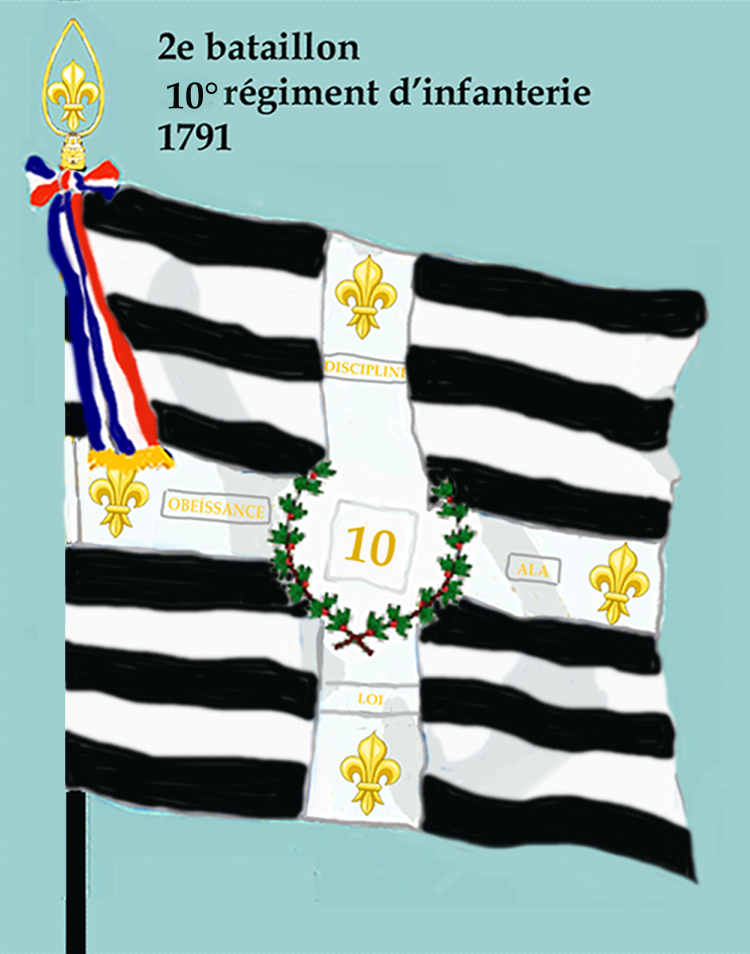
Drapeau du 2e bataillon du 10e régiment d'infanterie de ligne de 1791 à 1793

- 1792 :
  - Armée du Midi
  - Armée des Alpes

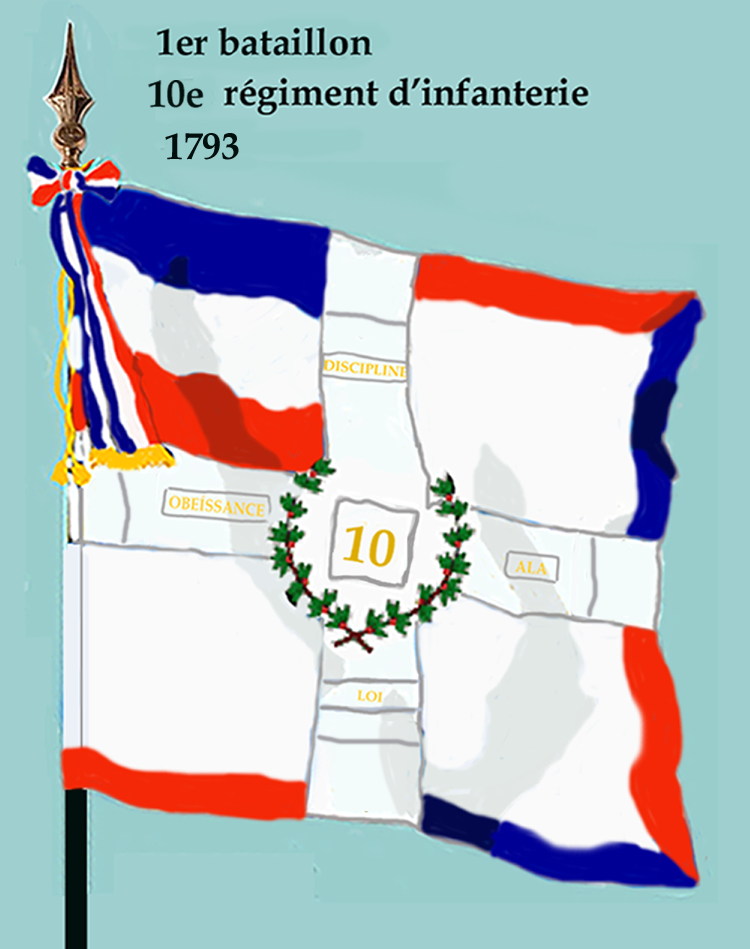
Drapeau du 1er bataillon du 10e régiment d'infanterie de ligne de 1793 à 1804
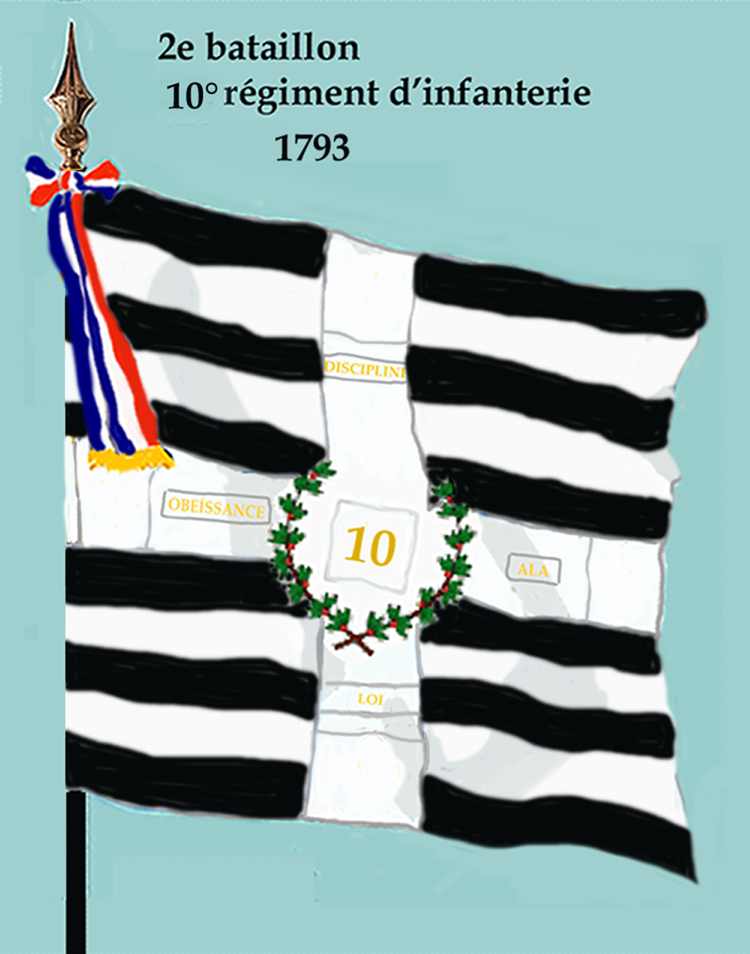
Drapeau du 2e bataillon du 10e régiment d'infanterie de ligne de 1793 à 1804

- 1794 :
  - bataille de Fleurus
  - Lors du premier amalgame création de la 10e demi-brigade de première formation, formée des :
    - 2e bataillon du 5e régiment d'infanterie (ci-devant Navarre)
    - 1er bataillon de volontaires d'Indre-et-Loire
    - 2e bataillon de volontaires d'Indre-et-Loire
- 1795 : Armée des côtes de Cherbourg
  - lutte contre la chouannerie
- 1796 : Armée des côtes et Armée de Rhin-et-Moselle
  - Reformé en tant que 10e demi-brigade de deuxième formation avec les :
    - 53e demi-brigade de première formation (1er bataillon du 27e régiment d'infanterie (ci-devant Lyonnais), 1er bataillon de volontaires du Bas-Rhin et 3e bataillon de volontaires de la Moselle)
    - 159e demi-brigade de première formation (1er bataillon du 88e régiment d'infanterie (ci-devant Berwick), 12e bataillon de volontaires du Jura et 4e bataillon de volontaires de la Côte-d'Or)
    - 4e bataillon de la formation d'Orléans
    - 2e bataillon de volontaires de la Vendée également appelé bataillon des Vengeurs
    - 2e bataillon de volontaires de l'Ain
    - 6e bataillon de volontaires du Calvados

  - guerre de Vendée
  - bataille de Rastadt,
  - bataille d'Ettlingen (en),
  - bataille de Neresheim,
  - combat de Friedberg,
  - bataille de Geisenfeld,
  - Bataille de Biberach
  - Siège de Kehl
- 1798 : Armée d'Angleterre
- 1799 : Armée d'Italie
  - bataille de Murazzo
  - bataille de Genola
- 1802 :
  - Garnison : Le 1er bataillon de la 10e demi-brigade est à Bologne, le 2e bataillon à Modène, en Cisalpine.

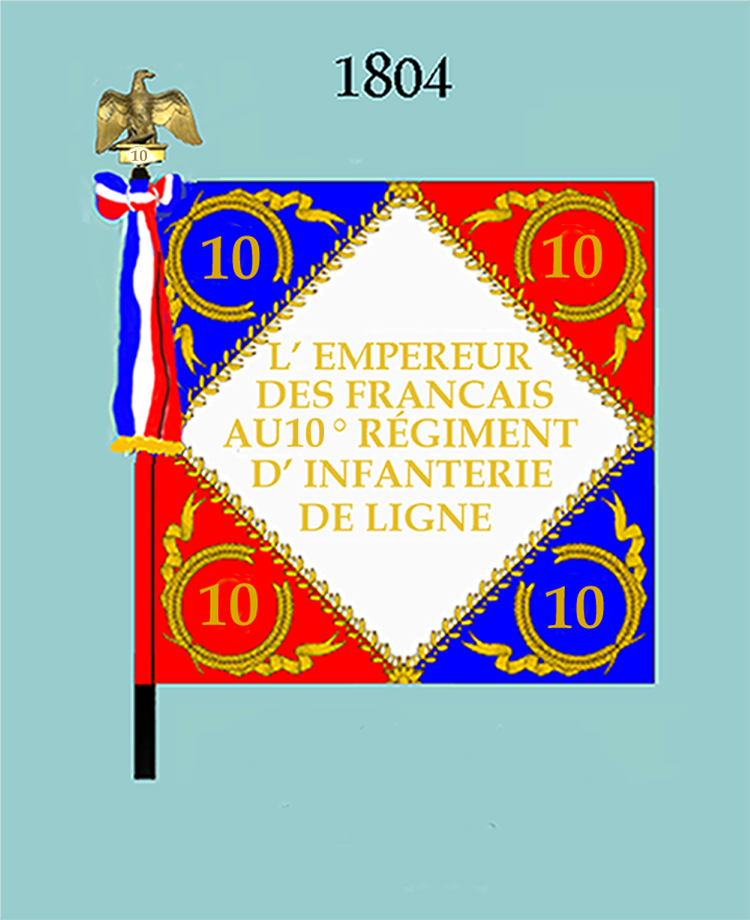
Drapeau modèle de 1804 (avers)
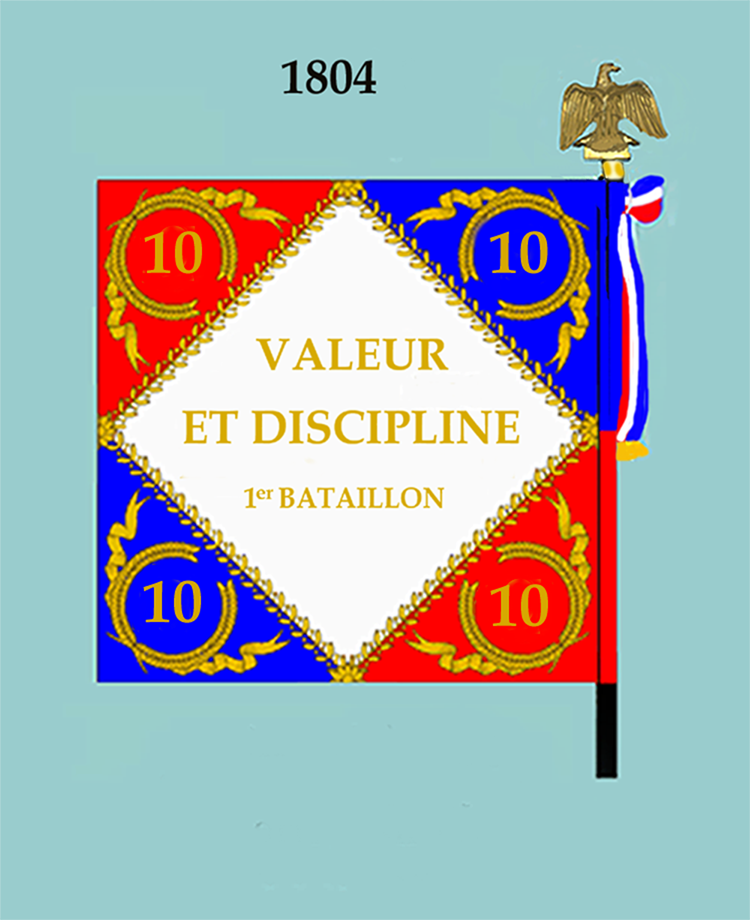
Drapeau modèle de 1804 (revers)

- 1805 :
  - Bataille de Caldiero,
  - bataille de Castel-Franco
- 1806 :
  - Siège de bataille de Gaete,
  - bataille de Tino,
  - bataille de Sorra
  - bataille de Trente
- 1808 :
  - bataille et prise de Capri
- 1810 :
  - combat de Messine
- 1811 :
  - bataille de Saint-Gregoire

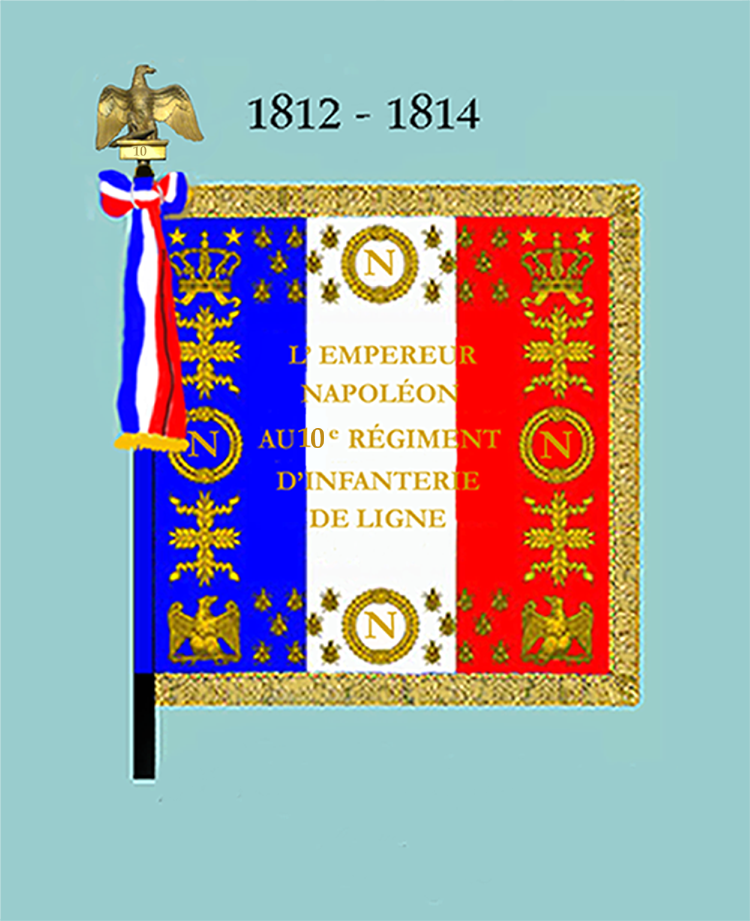
Drapeau modèle de 1812 (avers)
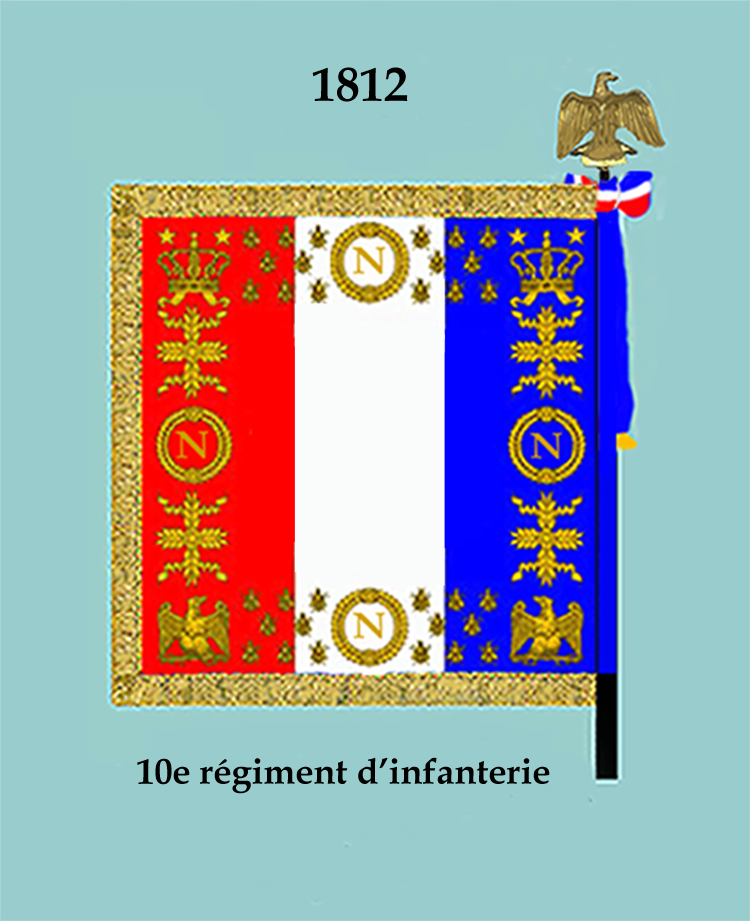
Drapeau modèle de 1812 (revers)

- 1813 :
  - bataille de Soz
  - bataille de Saragosse
  - Campagne d'Allemagne
  - Bataille de Lützen,
  - Bataille de Bautzen,
  - combat de Goldberg,
  - 16-19 octobre : Bataille de Leipzig
  - bataille de Hanau
- 1814 : Guerre d'indépendance espagnole
  - 27 février : bataille d'Orthez
  - Bataille de Toulouse

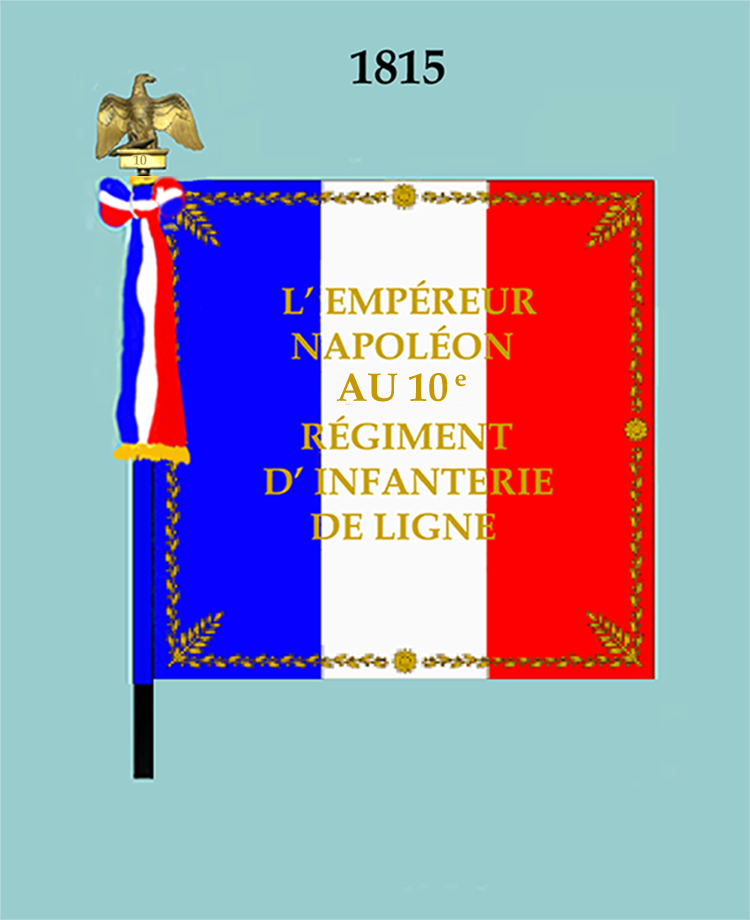
Drapeau modèle de 1815 (avers)
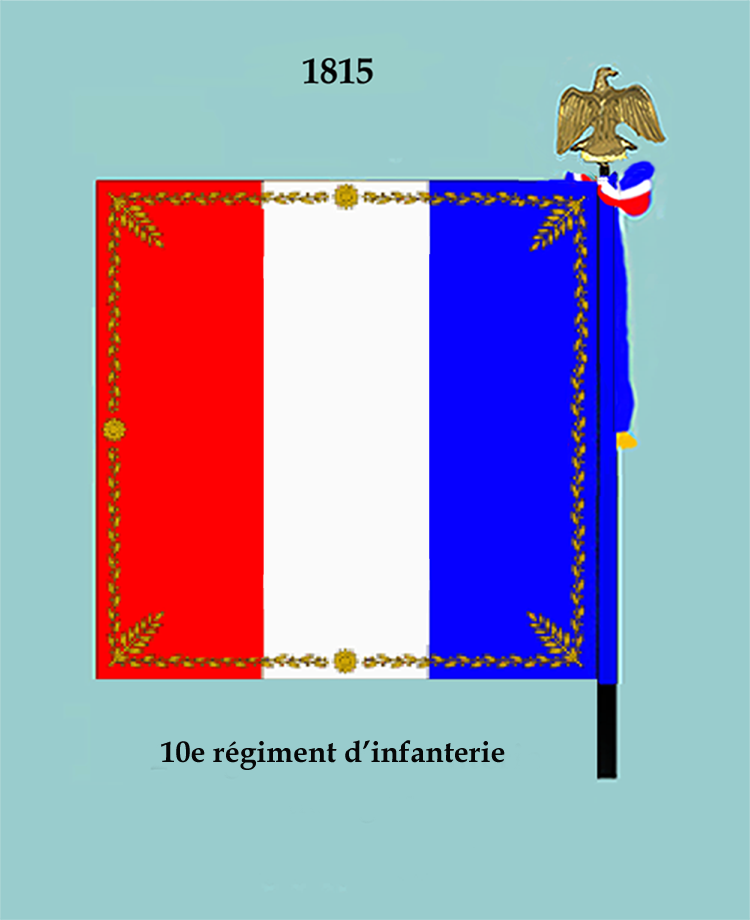
Drapeau modèle de 1815 (revers)

- 1815 :
  - Combat de Loriol
  - bataille de Waterloo

### 1815 à 1852

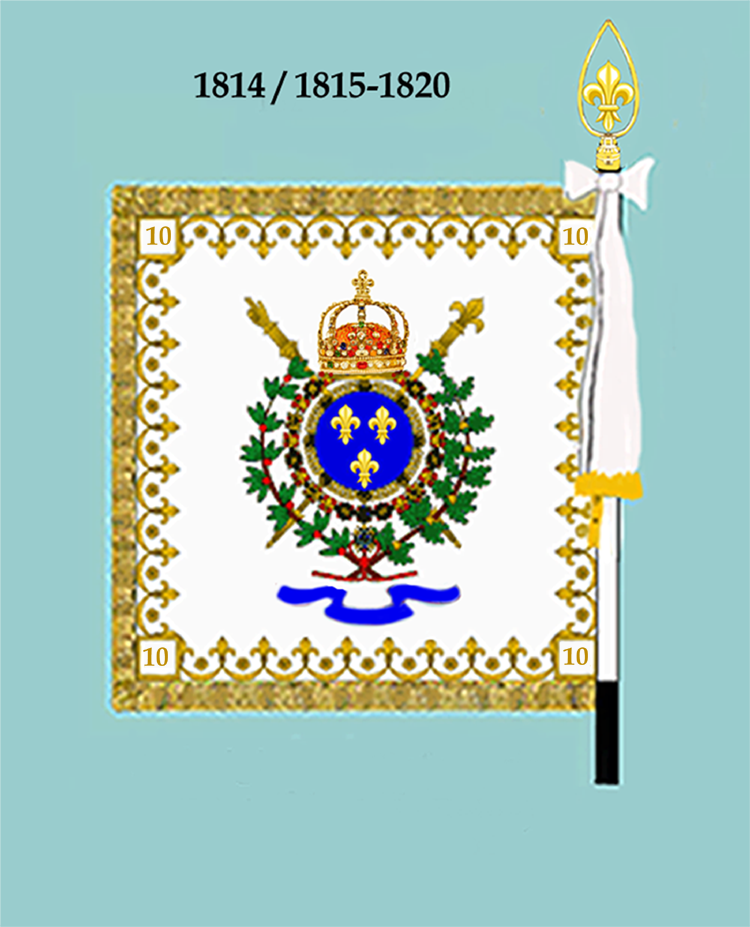
Drapeau modèle 1re Restauration et légion de l'Aude (revers)
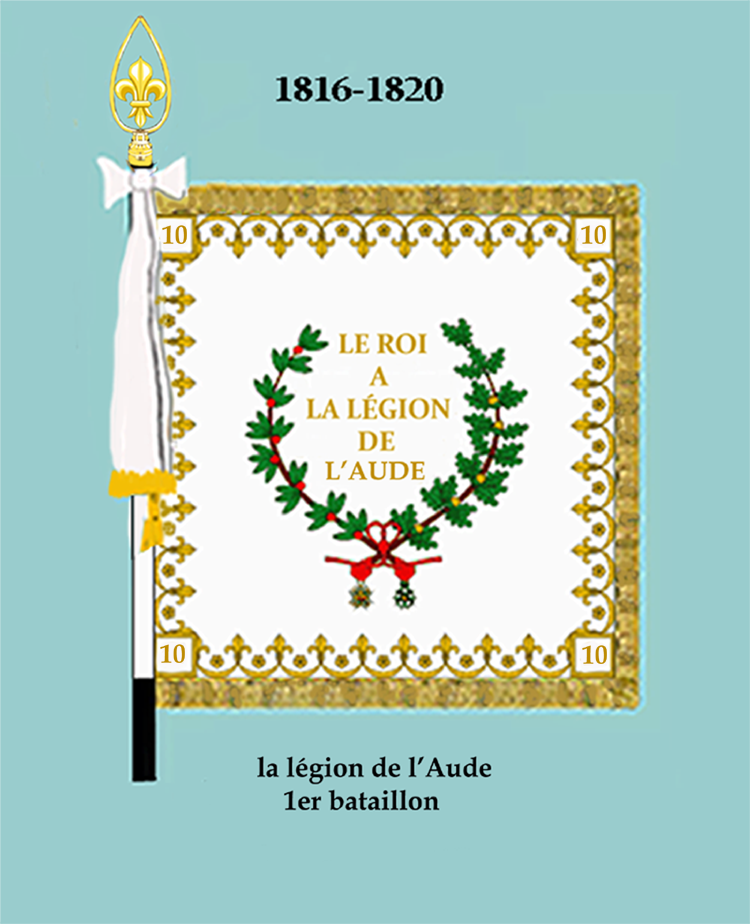
Drapeau de la légion de l'Aude (avers)
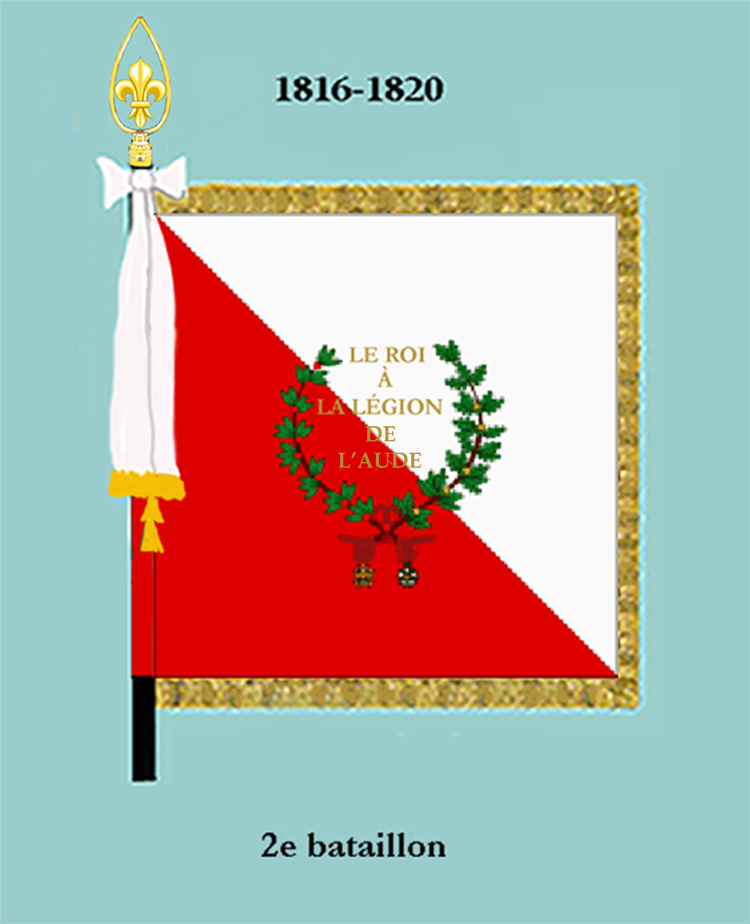
Drapeau 2e bataillon de la légion de l'Aude
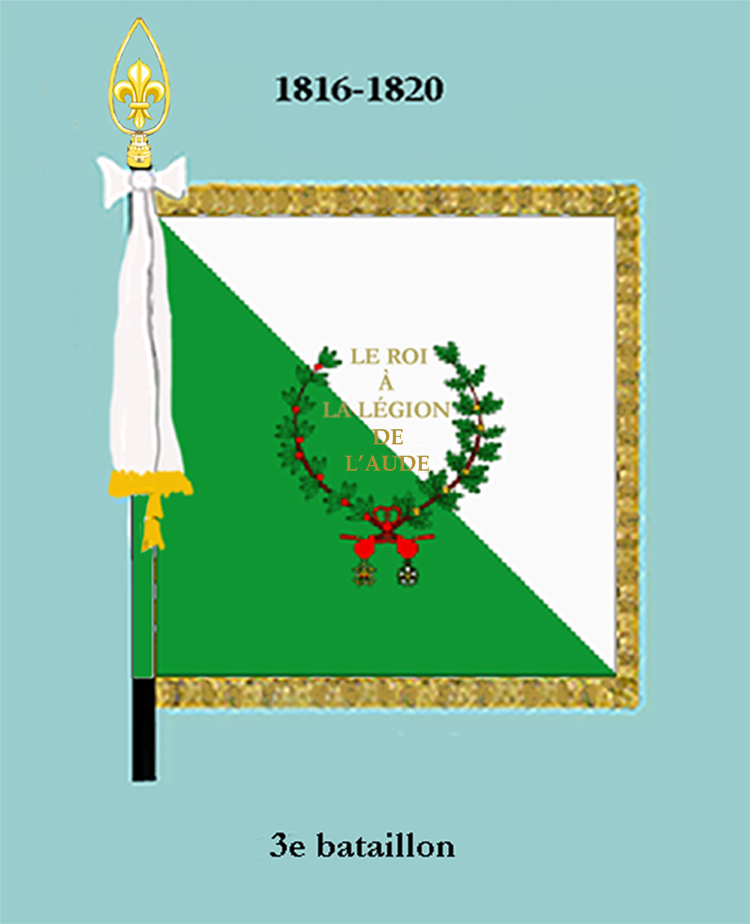
Drapeau 3e bataillon de la légion de l'Aude

Le 10e régiment d'infanterie de ligne fait la campagne de 1823 au 5e corps de l'armée d'Espagne.
De 1824 à 1828, il fait partie du corps d'occupation d'Espagne.

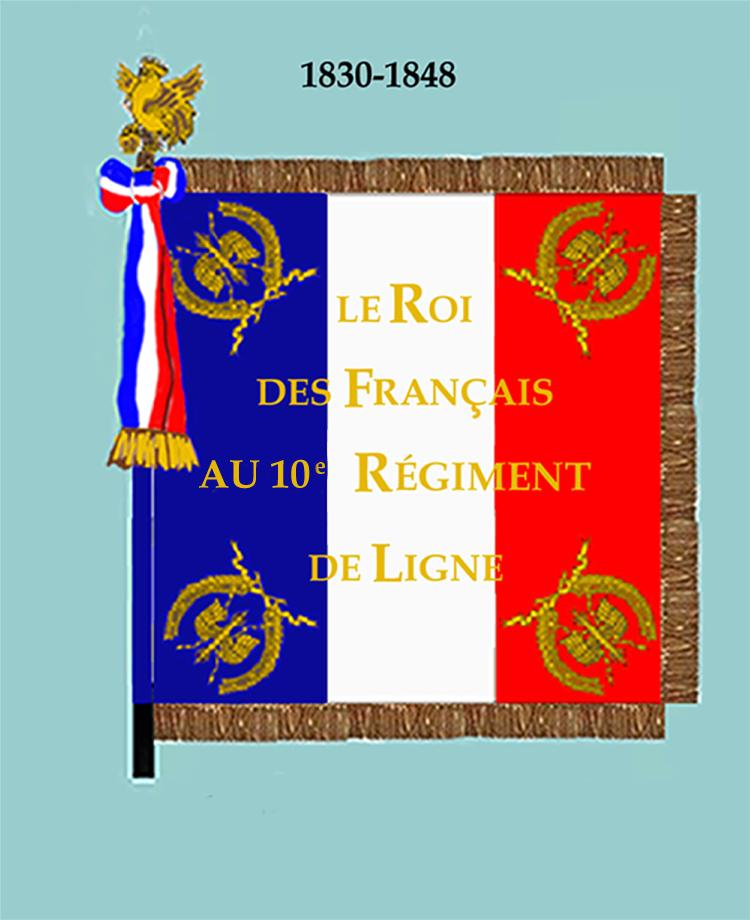
Drapeau de 1830 à 1848 (avers)

- 1830 : Une ordonnance du 18 septembre créé le 4e bataillon et porte le régiment, complet, à 3 000 hommes[1].

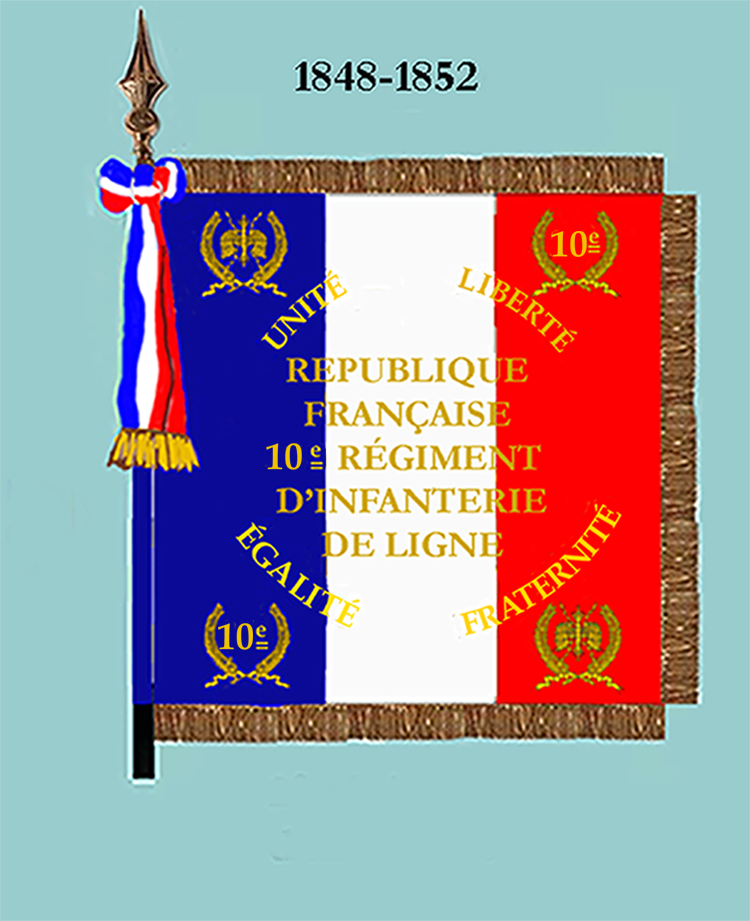
Drapeau de 1848 à 1852 (avers)

### Second Empire

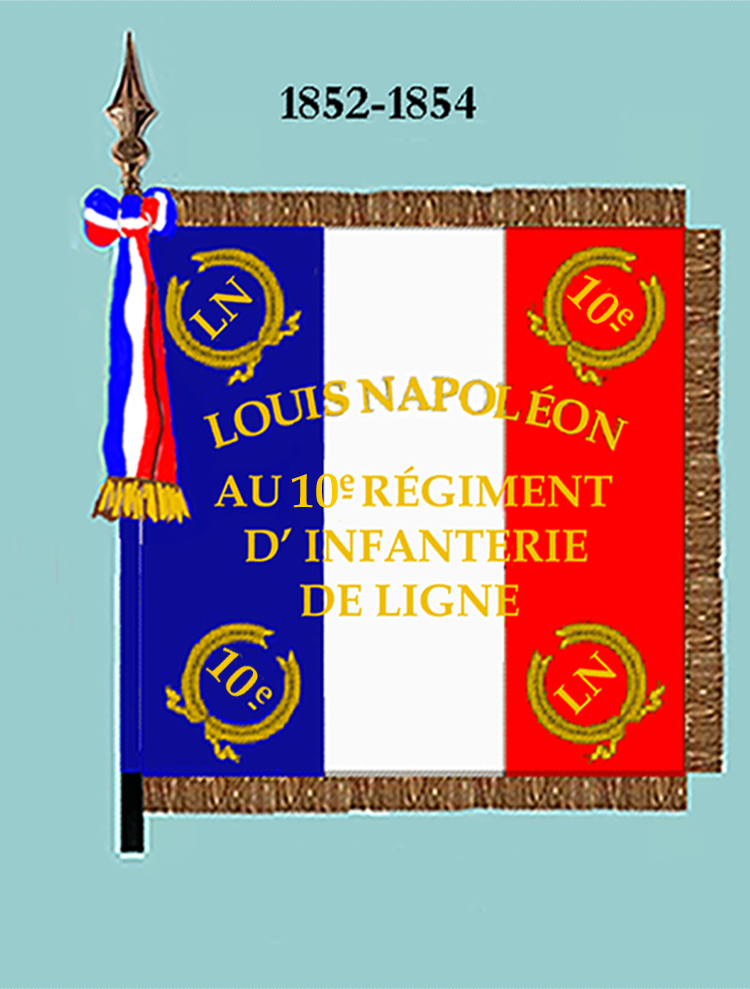
Drapeau de 1852 à 1854 (avers)

- 1854-1855 : Sébastopol
- Selon les documents trouvés aux archives départementales et municipales, le 10e régiment d'infanterie de ligne sous le colonel Charles Ardant du Picq se trouve en garnison à Limoges de 1865 à 1870, en compagnie du 10e régiment de dragons.

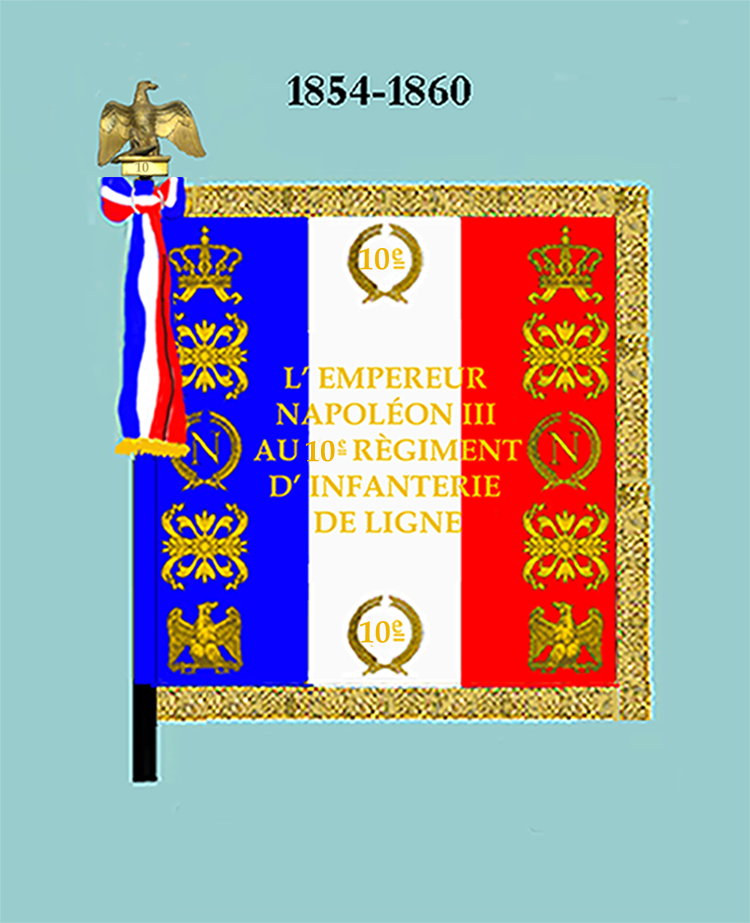
Drapeau de 1854 à 1860 (avers)

- Par décret du 2 mai 1859, le 10e régiment d'infanterie fournit 1 compagnie pour former le 102e régiment d'infanterie de ligne.
- 1870-1871 :

Durant la guerre franco prussienne, le 4e bataillon est une composante du 15e régiment de marche et participe à la première bataille de Châtillon.
Le 24 novembre 1870, les 8e compagnies des 2e et 3e bataillons du 10e régiment d'infanterie de ligne qui composaient le 29e régiment de marche furent engagés dans les  combats de Chilleurs, Ladon, Boiscommun, Neuville-aux-Bois et Maizières dans le Loiret

### 1871 à 1914
- De 1875 à 1920 : Garnison à Auxonne

### Première Guerre mondiale

#### Affectation
15e division d'infanterie d'août 1914 à novembre 1918

#### 1914
Lieu de casernement : Auxonne et Dijon - 3 bataillons
- Bataille des Frontières
  - Bataille de Sarrebourg
- Combat de Haut-Clocher
- Bataille de la trouée de Charmes
- Secteur de Saint Mihiel, combats du bois d'Ailly en forêt d'Apremont

#### 1915
- Woëvre
- Butte de Tahure

#### 1916
- Woëvre
- Bataille de Verdun

#### 1917
- Champagne (La Courtine, Suippes…)

#### 1918
- Offensive vers Compiègne

### Entre-deux-guerres
Il est dissous le 1er janvier 1920.

### Seconde Guerre mondiale
Formé le 28 août 1939 sous le nom de 10e régiment d’infanterie de forteresse, au secteur fortifié de Mulhouse, puis il appartient à la 105e division d'infanterie de forteresse avec le 371e RI et le 2e groupe du 159e régiment d'artillerie de position (RAP). Régiment d'infanterie de forteresse type Metz/Lauter de réserve A ; il est mis sur pied par le centre mobilisateur d'infanterie no 72 Mulhouse-Altkirch.

## Drapeau
Il porte, cousues en lettres d'or dans ses plis, les inscriptions suivantes :
- Fleurus 1794
- Lützen 1813
- Toulouse 1814
- Sébastopol 1854-55
- Verdun 1916
- L'Oise 1918
- Saint-Quentin 1918

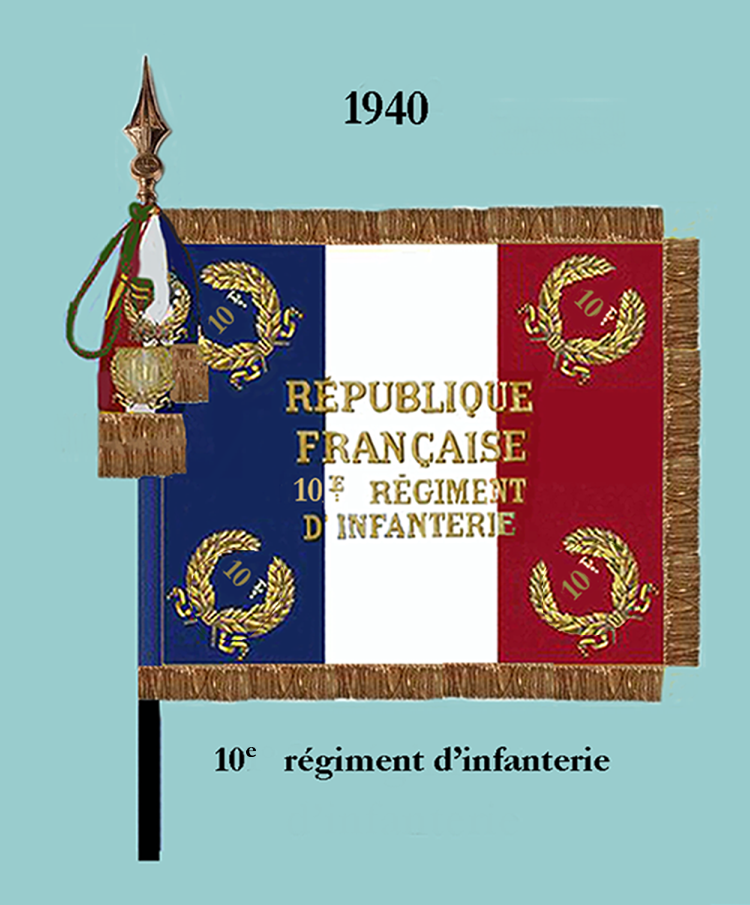
Drapeau avers
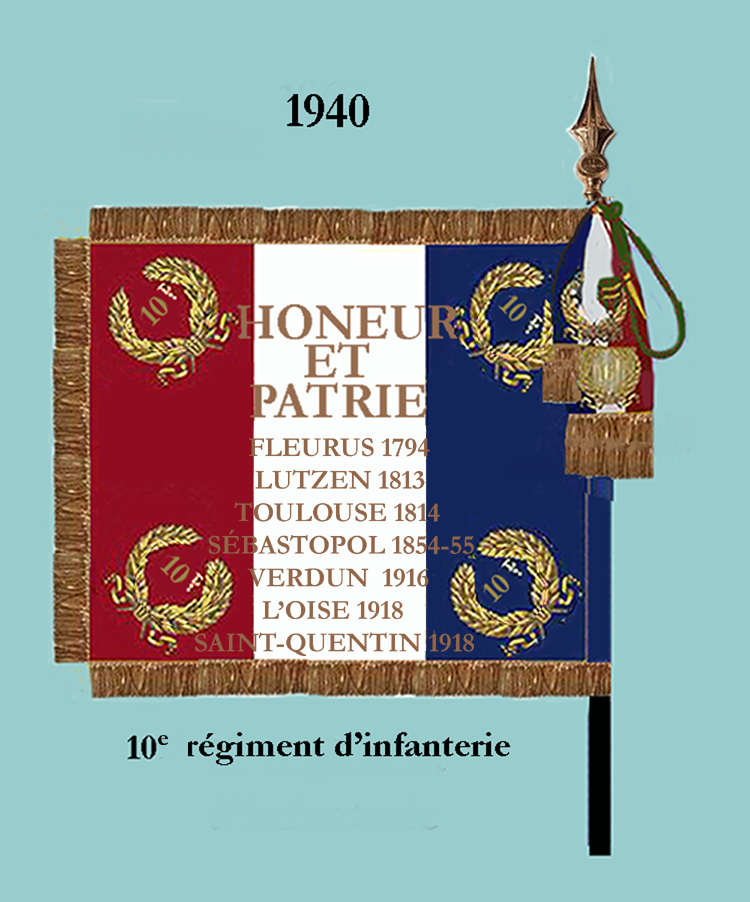
Drapeau revers
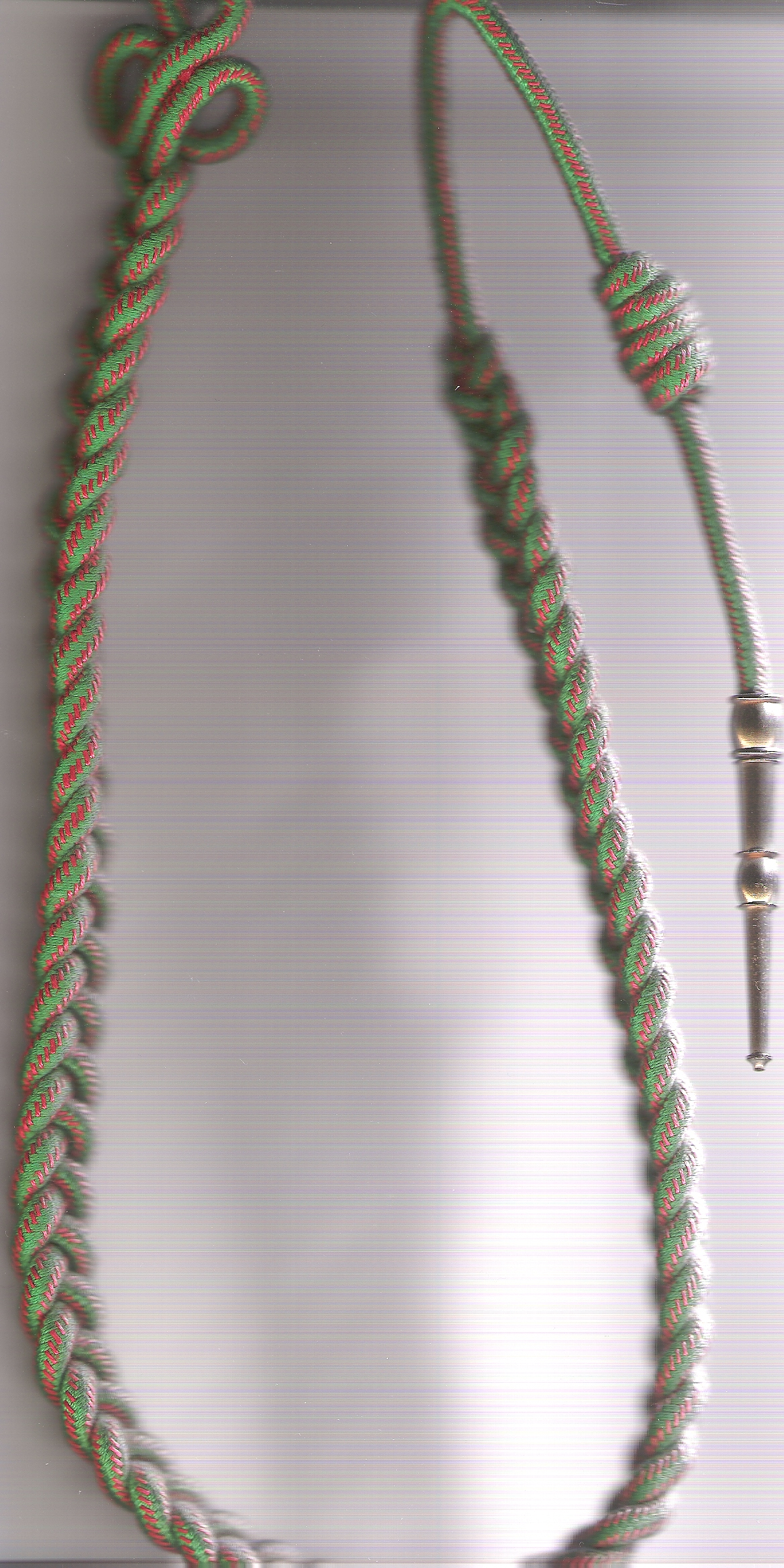
Fourragère aux couleurs du ruban de la croix de guerre 1914-1918

## Décorations
Sa cravate est décorée de la Croix de guerre 1914-1918 avec deux citations à l'ordre de l'armée.
Il a le droit au port de la fourragère au couleur du ruban de la Croix de guerre 1914-1918.

## Personnalités ayant servi au10eRI
- David Lévi Alvarès (1794-1870), Pédagogue français du XIXe siècle, sert au régiment de 1813 à 1814
- Marie René Charles Marc Antoine d'Autane (1787-1830) alors capitaine
- Armand Burtin (1896-1972), athlète français, sert au régiment du 12 avril 1915 au 22 juillet 1916
- Claude Chambon (1894-1944), résistant français, Compagnon de la Libération, sert au régiment de décembre 1914 à avril 1915.
- Charles Théodore Ernest de Hédouville (1809-1890), homme politique français du XIXe siècle, sert au régiment en 1829.
- Henri Poeymirau en 1901, capitaine, futur compagnon de Lyautey et général de division ;

### Sources et bibliographie
- Serge Andolenko, Recueil d'historiques de l'infanterie française, Paris, Eurimprim, 1969, 413 p. (OCLC 23418405)
- Hommes et ouvrages de la ligne Maginot, tome 1, Éditions Histoire & Collections
- Historiques des corps de troupe de l'armée française (1569-1900), Berger-Levrault (Paris), 1900, 52 p. (lire en ligne)